# Botola 2022-23
La Botola 2022-23, también llamada Botola Pro Inwi por motivos de patrocinio, fue la 67.ª temporada de la Liga de Fútbol de Marruecos. La temporada comenzó el 1 de septiembre de 2022 y terminó el 23 de junio de 2023.

## Ascensos y descensos
Al término de la temporada 2021-22, descendieron Rapide Oued Zem y Youssoufia Berrechid; y ascendieron Mogreb Atlético Tetuán y Union Sportive Touarga tras haber quedado en los dos primeros lugares de la Botola 2.
| Pos. | Descendidos de la Botola 2021-22 |
| ---- | -------------------------------- |
| 15.º | Rapide Oued Zem                  |
| 16.º | Youssoufia Berrechid             |

| Pos. | Ascendidos de la Botola 2 2021-22 |
| ---- | --------------------------------- |
| 1.º  | Mogreb Atlético Tetuán            |
| 2.º  | Union Sportive Touarga            |

## Información de los equipos
| Equipo                 | Acrónimo | Ciudad     | Estadio             | Capacidad |
| ---------------------- | -------- | ---------- | ------------------- | --------- |
| AS FAR                 | FAR      | Rabat      | Moulay Abdellah     | 65 000    |
| SCC Mohammédia         | SCC      | Mohammédia | El Bachir           | 11 000    |
| Difaa El Jadida        | DHJ      | El Yadida  | El Abdi             | 15 000    |
| Fath Union Sport       | FUS      | Rabat      | Moulay Hassan       | 12 000    |
| Hassania Agadir        | HUS      | Agadir     | Adrar               | 45 480    |
| Ittihad Tanger         | IRT      | Tánger     | Ibn Batouta         | 45 000    |
| JS Soualem             | JSS      | Soualem    | Errazi in Berrechid | 2000      |
| Magreb de Fès          | MAS      | Fez        | Fez                 | 45 000    |
| Mogreb Atlético Tetuán | MAT      | Tetuán     | Stade Saniat Rmel   | 15 000    |
| Mouloudia d'Oujda      | MCO      | Uchda      | Honneur             | 35 000    |
| Nahdat Berkane         | RSB      | Berkán     | Municipal           | 15 000    |
| Olympique Khouribga    | OCK      | Juribga    | Complexe OCP        | 10 000    |
| Olympic Safi           | OCS      | Safí       | El Massira          | 15 000    |
| Raja Casablanca        | RCA      | Casablanca | Mohamed V           | 67 000    |
| Union Sportive Touarga | UST      | Rabat      |                     |           |
| Wydad Casablanca       | WAC      | Casablanca | Mohamed V           | 67 000    |

|   | Regiones de Marruecos   | Número de equipos | Equipos                                                                   |
| - | ----------------------- | ----------------- | ------------------------------------------------------------------------- |
| 1 | Casablanca-Settat       | 5                 | DH Jadidi, Raja Casablanca, JS Soualem, SCC Mohammédia y Wydad Casablanca |
| 2 | Rabat-Salé-Kénitra      | 3                 | AS FAR, Fath Union Sport y Union Touarga                                  |
| 3 | Béni Mellal-Khénifra    | 2                 | RC Oued Zem y Olympique Khouribga                                         |
| 3 | Oriental                | 2                 | Mouloudia Oujda y RS Berkane                                              |
| 3 | Tánger-Tetuán-Alhucemas | 2                 | IR Tánger y Mogreb Tetuán                                                 |
| 6 | Fès-Meknès              | 1                 | Magreb AS                                                                 |
| 6 | Marrakech-Safí          | 1                 | Olympic Safi                                                              |
| 6 | Sus-Masa                | 1                 | Hassania Agadir                                                           |

## Desarrollo

### Tabla de posiciones
| Pos. | Equipo                  | Pts. | PJ | G  | E  | P  | GF | GC | Dif. | Clasificación o descenso 2023-24 |
| ---- | ----------------------- | ---- | -- | -- | -- | -- | -- | -- | ---- | -------------------------------- |
| 1    | FAR Rabat (C)           | 67   | 30 | 20 | 7  | 3  | 50 | 19 | +31  | Liga de Campeones de la CAF      |
| 2    | Wydad Casablanca        | 66   | 30 | 19 | 9  | 2  | 47 | 21 | +26  | Liga de Campeones de la CAF      |
| 3    | FUS Rabat               | 55   | 30 | 15 | 10 | 5  | 36 | 16 | +20  | Copa Confederación de la CAF     |
| 4    | Olympic Safi            | 47   | 30 | 12 | 11 | 7  | 34 | 28 | +6   |                                  |
| 5    | Raja Casablanca         | 44   | 30 | 11 | 11 | 8  | 31 | 26 | +5   |                                  |
| 6    | RS Berkane              | 44   | 30 | 11 | 11 | 8  | 31 | 29 | +2   | Copa Confederación de la CAF     |
| 7    | Hassania Agadir         | 39   | 30 | 10 | 9  | 11 | 30 | 29 | +1   |                                  |
| 8    | Unión Touarga           | 36   | 30 | 9  | 9  | 12 | 34 | 40 | −6   |                                  |
| 9    | JS Soualem              | 36   | 30 | 9  | 9  | 12 | 31 | 40 | −9   |                                  |
| 10   | Magreb de Fès           | 34   | 30 | 7  | 13 | 10 | 27 | 33 | −6   |                                  |
| 11   | Mouloudia d'Oujda       | 32   | 30 | 8  | 8  | 14 | 30 | 35 | −5   |                                  |
| 12   | SCC Mohammédia          | 31   | 30 | 8  | 7  | 15 | 27 | 36 | −9   |                                  |
| 13   | Mogreb Tetuán           | 30   | 30 | 6  | 12 | 12 | 28 | 41 | −13  |                                  |
| 14   | IT Tanger               | 29   | 30 | 8  | 5  | 17 | 23 | 39 | −16  |                                  |
| 15   | Olympique Khouribga (D) | 28   | 30 | 5  | 13 | 12 | 29 | 36 | −7   | Segunda División                 |
| 16   | Difaa El Jadida (D)     | 25   | 30 | 5  | 10 | 15 | 24 | 44 | −20  | Segunda División                 |

 Fuente: FRMF.ma
Criterios de clasificación: Puntos · Enfrentamientos directos · Diferencia de goles · Goles a favor · Puntos fair-play · Play-off.
Notas:
1. 1 2  Puntos en partidos directos: Raja Casablanca 6, RS Berkane 0.
2. ↑  Campeón de la Copa del Trono 2022.
3. 1 2  Puntos en partidos directos: Unión Touarga 4, JS Soualem 1.

### Resultados
| Local \ Visitante   | DHJ | FAR | FUS | HUS | IRT | JSS | MAS | MAT | MCO | OCK | OCS | RCA | RSB | SCC | UST | WAC |
| ------------------- | --- | --- | --- | --- | --- | --- | --- | --- | --- | --- | --- | --- | --- | --- | --- | --- |
| Difaa El Jadida     | —   | 0–1 | 0–3 | 2–2 | 2–1 | 0–0 | 2–2 | 0–0 | 0–1 | 2–1 | 0–1 | 0–0 | 0–0 | 1–0 | 1–0 | 0–1 |
| FAR Rabat           | 4–1 | —   | 0–1 | 2–1 | 4–0 | 2–1 | 2–1 | 2–1 | 3–2 | 1–0 | 1–1 | 0–0 | 1–1 | 1–0 | 3–0 | 3–0 |
| FUS Rabat           | 5–0 | 0–2 | —   | 0–0 | 1–0 | 2–0 | 0–0 | 1–2 | 2–1 | 1–1 | 2–1 | 3–0 | 0–0 | 2–1 | 3–0 | 1–1 |
| Hassania Agadir     | 2–2 | 2–1 | 0–1 | —   | 1–0 | 1–1 | 3–0 | 1–0 | 1–1 | 0–0 | 0–1 | 2–1 | 0–1 | 2–1 | 1–2 | 0–0 |
| IT Tanger           | 1–0 | 2–3 | 1–0 | 0–2 | —   | 0–1 | 2–3 | 2–0 | 0–2 | 3–0 | 2–1 | 0–0 | 2–1 | 0–1 | 0–1 | 0–0 |
| JS Soualem          | 2–1 | 1–1 | 0–1 | 1–3 | 2–0 | —   | 1–1 | 2–1 | 0–2 | 0–0 | 0–3 | 1–4 | 1–1 | 1–3 | 2–2 | 0–1 |
| Magreb de Fès       | 3–1 | 0–1 | 0–0 | 1–1 | 0–1 | 0–1 | —   | 0–0 | 2–1 | 2–0 | 1–1 | 2–1 | 0–0 | 1–0 | 0–0 | 0–2 |
| Mogreb Tetuán       | 1–1 | 0–2 | 1–1 | 2–1 | 1–0 | 1–2 | 1–1 | —   | 1–2 | 2–2 | 2–1 | 1–0 | 0–0 | 1–0 | 1–1 | 0–3 |
| Mouloudia d'Oujda   | 1–2 | 0–1 | 0–0 | 2–0 | 0–0 | 3–4 | 2–1 | 2–1 | —   | 0–0 | 0–1 | 0–0 | 1–2 | 0–0 | 2–2 | 0–1 |
| Olympique Khouribga | 1–1 | 0–2 | 2–3 | 2–0 | 1–1 | 1–0 | 2–2 | 3–0 | 1–1 | —   | 0–1 | 0–0 | 1–1 | 0–1 | 6–4 | 1–2 |
| Olympic Safi        | 0–0 | 0–0 | 0–1 | 1–1 | 1–0 | 1–1 | 2–1 | 1–1 | 1–2 | 1–0 | —   | 3–1 | 1–1 | 0–0 | 3–2 | 0–0 |
| Raja Casablanca     | 3–2 | 1–0 | 1–0 | 1–0 | 3–0 | 0–0 | 0–0 | 1–1 | 2–1 | 0–1 | 2–2 | —   | 2–1 | 1–0 | 2–1 | 2–2 |
| RS Berkane          | 1–0 | 1–4 | 1–0 | 0–1 | 2–1 | 0–1 | 1–1 | 2–2 | 2–0 | 1–0 | 1–2 | 0–2 | —   | 3–0 | 2–1 | 3–3 |
| SCC Mohammédia      | 2–1 | 1–1 | 1–1 | 1–2 | 1–2 | 0–3 | 3–0 | 4–3 | 1–0 | 1–1 | 1–2 | 0–0 | 0–1 | —   | 1–1 | 1–3 |
| Unión Touarga       | 2–1 | 0–1 | 0–1 | 1–0 | 2–2 | 2–1 | 1–2 | 1–1 | 3–1 | 0–0 | 2–0 | 1–0 | 0–1 | 1–0 | —   | 1–2 |
| Wydad Casablanca    | 3–1 | 1–1 | 0–0 | 1–0 | 3–0 | 3–1 | 1–0 | 2–0 | 1–0 | 3–2 | 3–1 | 2–1 | 2–0 | 1–2 | 0–0 | —   |